# Terény
Terény (slovakiska: Terany) är en ort (by) i provinsen Nógrád i norra Ungern. Orten har 347 invånare (2024), på en yta av 24,35 km². Den ligger cirka 18,5 kilometer sydost om Balassagyarmat.